# 윈롱구

윈롱구의 위치

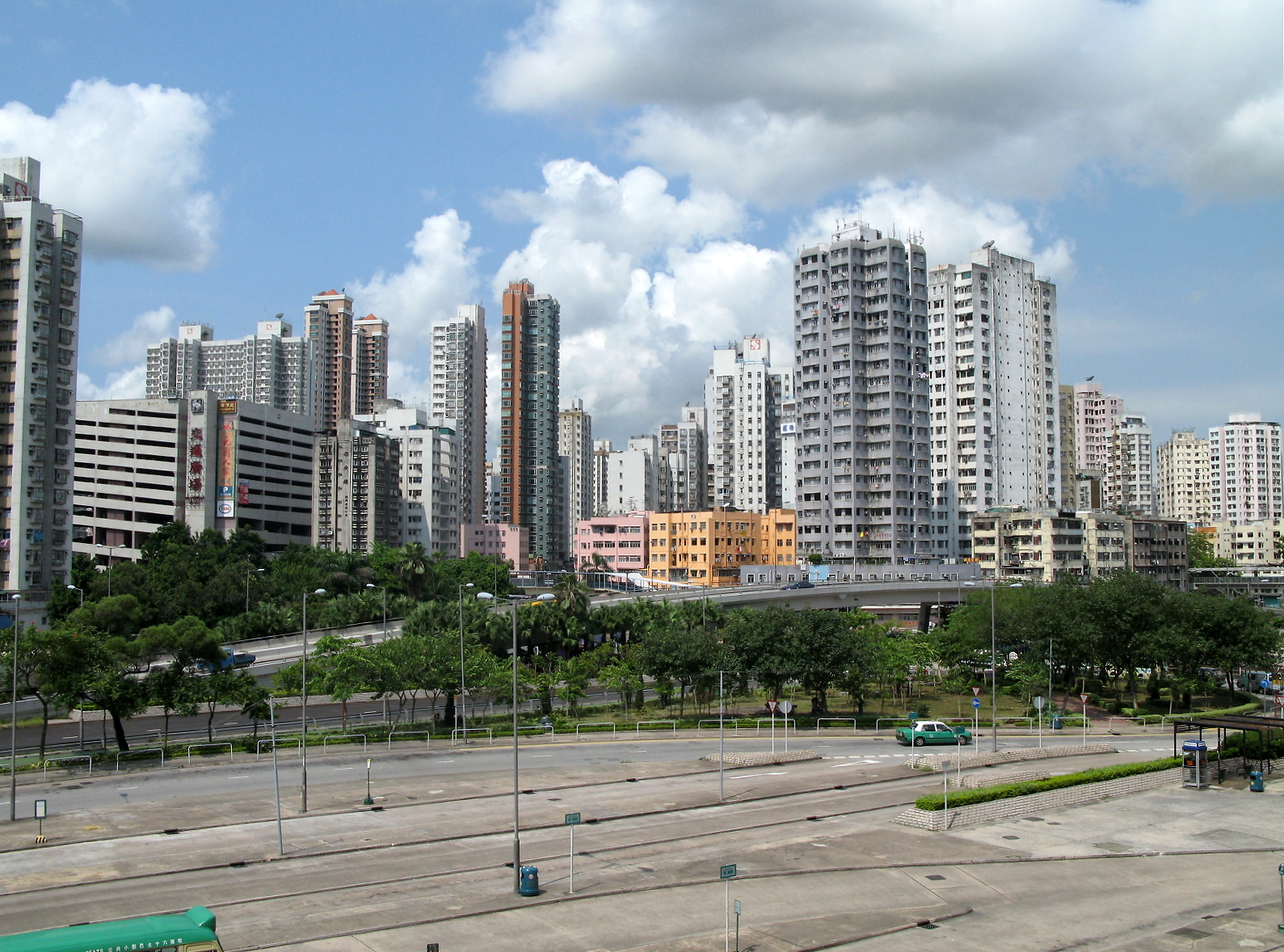
윈롱 중심부

윈롱구(위안랑구, 한국어: 원랑구, 중국어: 元朗區, 병음: Yuánlǎng Qū, Yuen Long District)는 홍콩의 18개 구의 하나로 신계의 북서쪽에 위치한다. 면적은 138.43km2이고 인구는 2006년 기준으로 534,192명이다. 홍콩에서 가장 평균 연령이 낮은 구이자, 신계에서 가장 주민 소득이 적은 구이다.

## 지리
윈롱구는 홍콩에서 가장 큰 충적 평야인 윈롱 평원(元朗平原, Yuen Long Plain)을 포함한다. 구는 윈롱 시 중심 및 평산(屏山, Ping Shan), 하춘(廈村, Ha Tsuen), 감전(錦田, Kam Tin), 새전(新田, San Tin), 십팔(十八, Shap Pak), 천수위(天水圍, Tin Shui Wan) 등의 지구를 포함한다.
구내에는 2개의 신시가지가 개발되어 있다. 윈롱 신마을(元朗新市鎮, Yuen Long New Town)은 1970년대 후반부터 윈롱 시 중심의 전통적인 시장 마을에 개발된 것이다. 천수위 새마을(天水圍新市鎮, Tin Shui Wan New Town)은 1990년대 초부터 구내의 양어지를 매립해 세워진 것이다.

## 교통
- 홍콩 지하철 서철선

## 같이 보기
- 홍콩의 지역 목록